# 復水式蒸気機関車

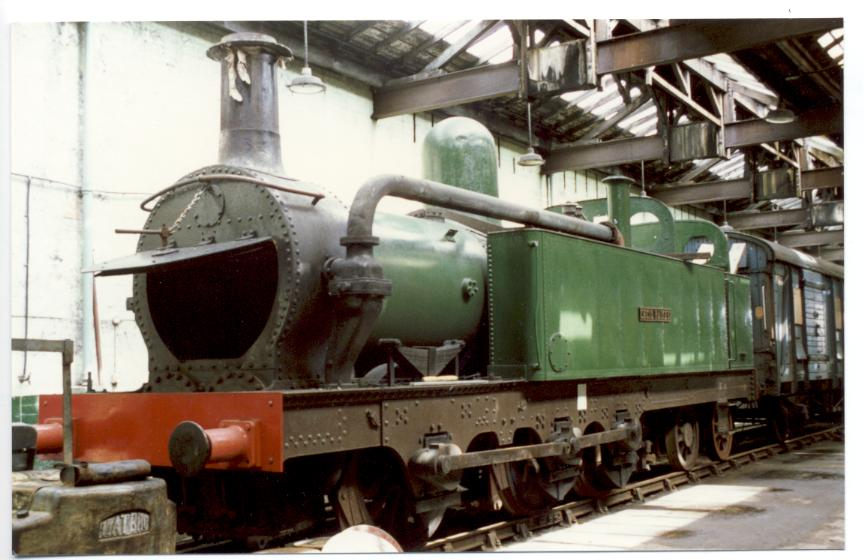
マージー鉄道の蒸気機関車Cecil Raikes。突出した排気管が後方の水タンクに延びているのが見える。

復水式蒸気機関車（ふくすいしきじょうききかんしゃ）は、ピストンを動かしたあとの水蒸気を大気中に放出せずに復水器で液体の水に戻して回収して再利用する。

## 熱力学的説明
蒸気機関車に搭載されている復水器は、蒸気タービンや舶用蒸気機関でよく用いられる表面式復水器と異なり、出力を増加させることはない。
実用的な大きさの復水器ではその圧力は大気圧程度であり、大気圧よりも低くなるよう設計した例はあまりない。
高温の蒸気を復水器に送れば、凝縮される蒸気と冷却水の温度勾配は大きくなるため、通常の定置式あるいは舶用の蒸気機関における同規模の復水器と比べて小さな熱交換面積で同程度の蒸気量を処理することが出来る。
高温蒸気に含まれるエネルギーは冷却されるのみであり、機械的な仕事には寄与しない。

## 目的
復水器の装着には通常2つの目的がある。排煙の制御と航続距離の延長である。

### 排煙の制御

#### 地下鉄道

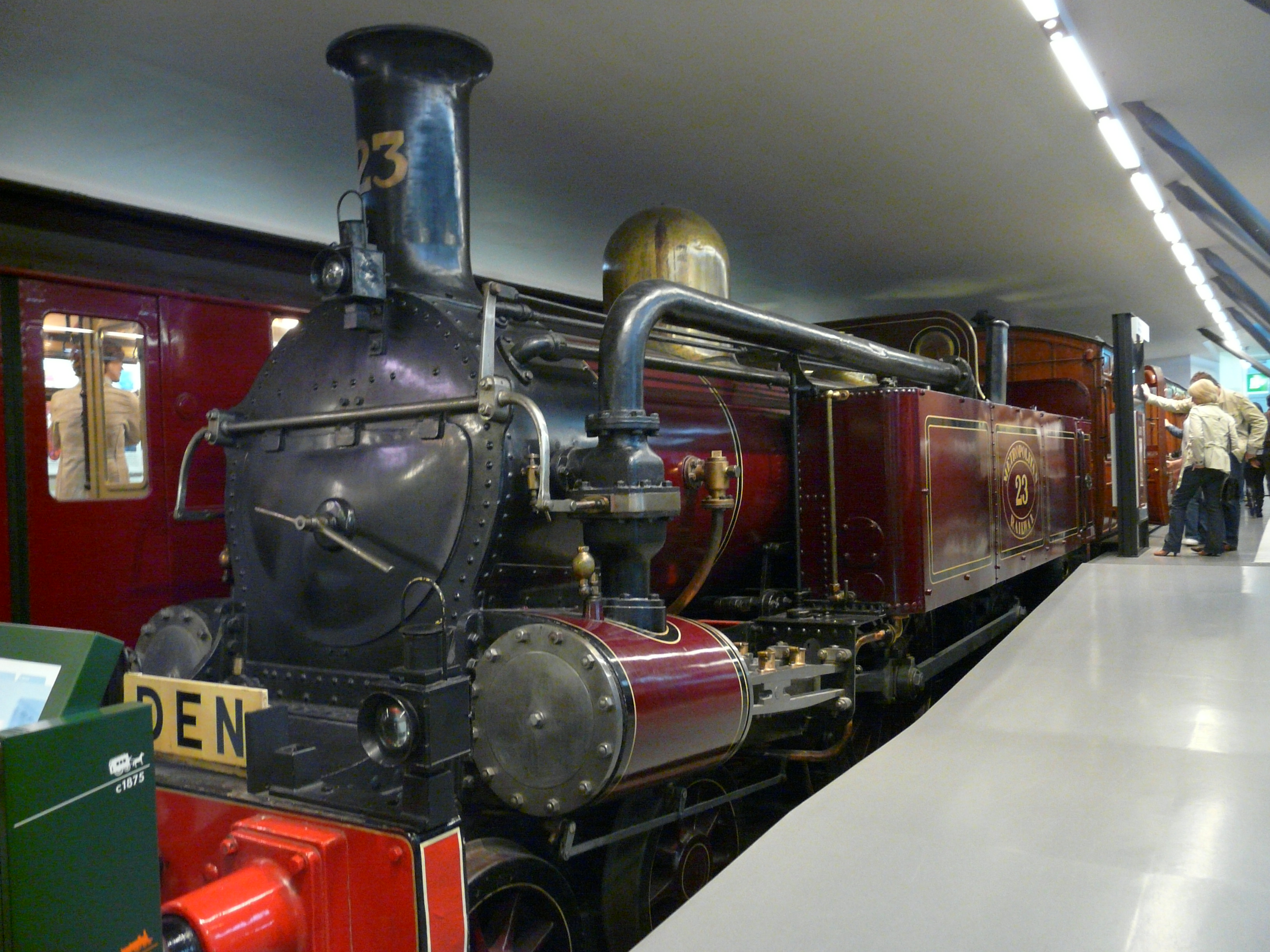
メトロポリタン鉄道Aクラス蒸気機関車、蒸気を戻す配管に大きな弁が取り付けられている。復水式と非復水式を切り替えることができた。

当初、ロンドン地下鉄のトンネル内でメトロポリタン鉄道の機関車を走らせられるように開発された。ダニエル・グーチにより考案されたもので、ベイヤー・ピーコックが開発した。
日本においても、トンネルの連続する碓氷峠専用機として導入された、鉄道作業局AH形に煙突からの排煙流量の制御を目的として搭載された実績がある。
この方式では通常、ブラストパイプを経由して煙突へ放出される蒸気を、弁室とブラストパイプを結ぶ排気管から横取りし、ボイラーバレル側面に隣接して搭載された水タンクにパイプで導き、タンク内に設置された復水器の配管を通して蒸気温度を低下させ、水分をある程度凝結させた後でタンク水面に吹き付ける構造となっている。
この方式の主目的は蒸気中の水分回収ではなく、ブラストパイプから蒸気を放出することでボイラー内の通風が促進され、排煙が過大になることを抑制する点にある。
この種の機関車で復水機能を動作させると、ボイラー内の通風量が減少し、燃料の燃焼が緩やかになるためドラフト効果が充分得られず、機関車としての性能は低下することになる。
タンク内の水は高温の蒸気が送り込まれるため、すぐに沸点近くまで水温が上昇し、排気蒸気の復水効果は小さくなった。そのため、定期的にタンクを空にし冷たい水を補充するようにしていたことが分かっている。
通常のインジェクターは熱い水では動作しない（温水インジェクターが開発されるまでは）ので、この種の復水式蒸気機関車には通常は車軸によって駆動されるボイラー給水ポンプが装備された。トンネル内を走行しない時は、蒸気はブラストパイプを通り通常の煙突から排出された。

#### 路面軌道
イギリスでは、路面軌道で運転される機関車は法律により復水器を装備することを要求されていた。
水タンク式復水器も時折使用されたが、空冷式復水器がより一般的だった。蒸気路面機関車は通常全長に渡る屋根を持ち、この上に排気蒸気を復水するための空冷銅管を載せていた。キットソンがこのタイプの機関車を多数製作した。この方式は低出力の路面機関車にとっては十分であったが、より大型の機関車へ適用するには不十分なものであったと思われる。

### 航続距離の増加

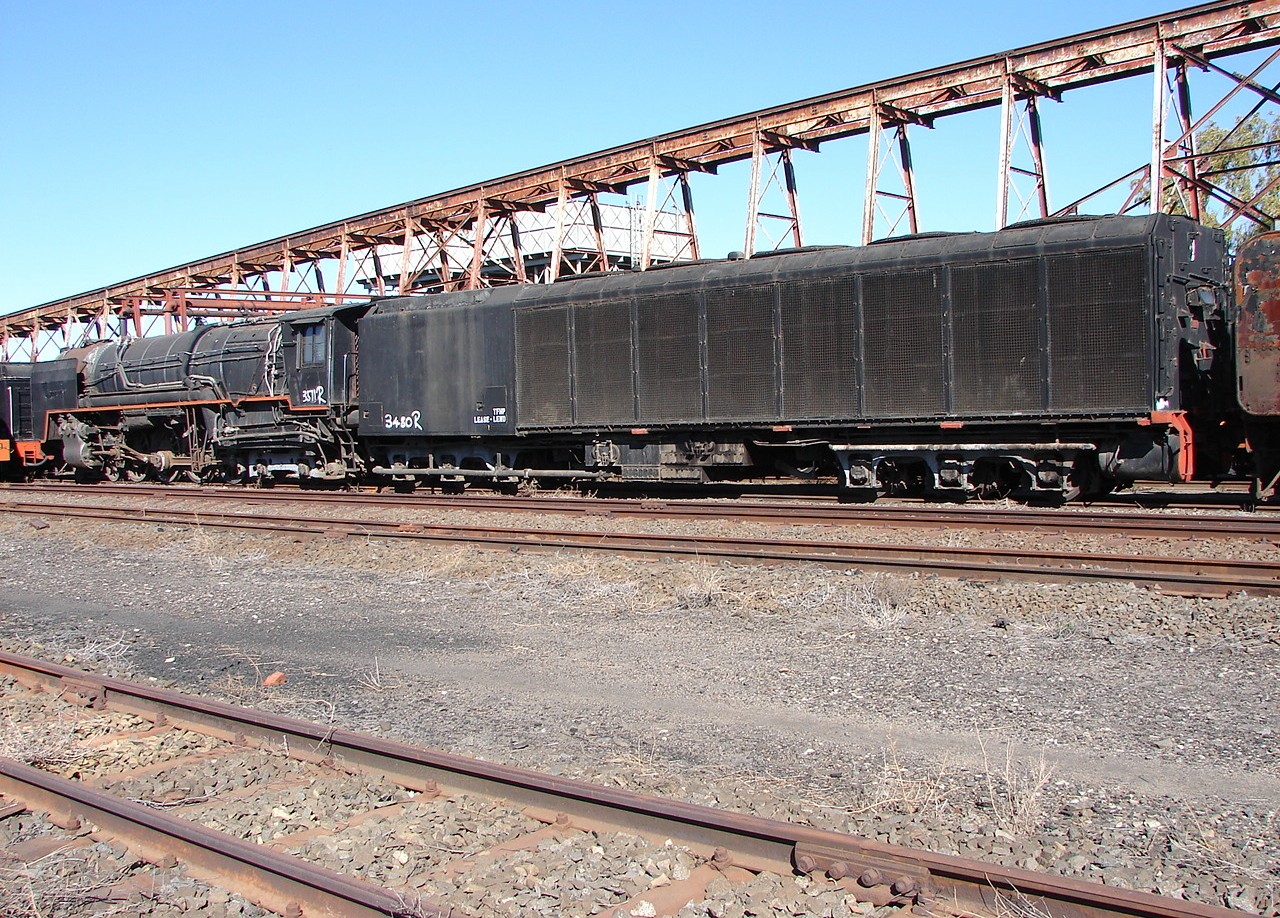
南アフリカ国鉄25型蒸気機関車、非常に長い炭水車と、その側面の復水器を冷却するためのルーバーに注意

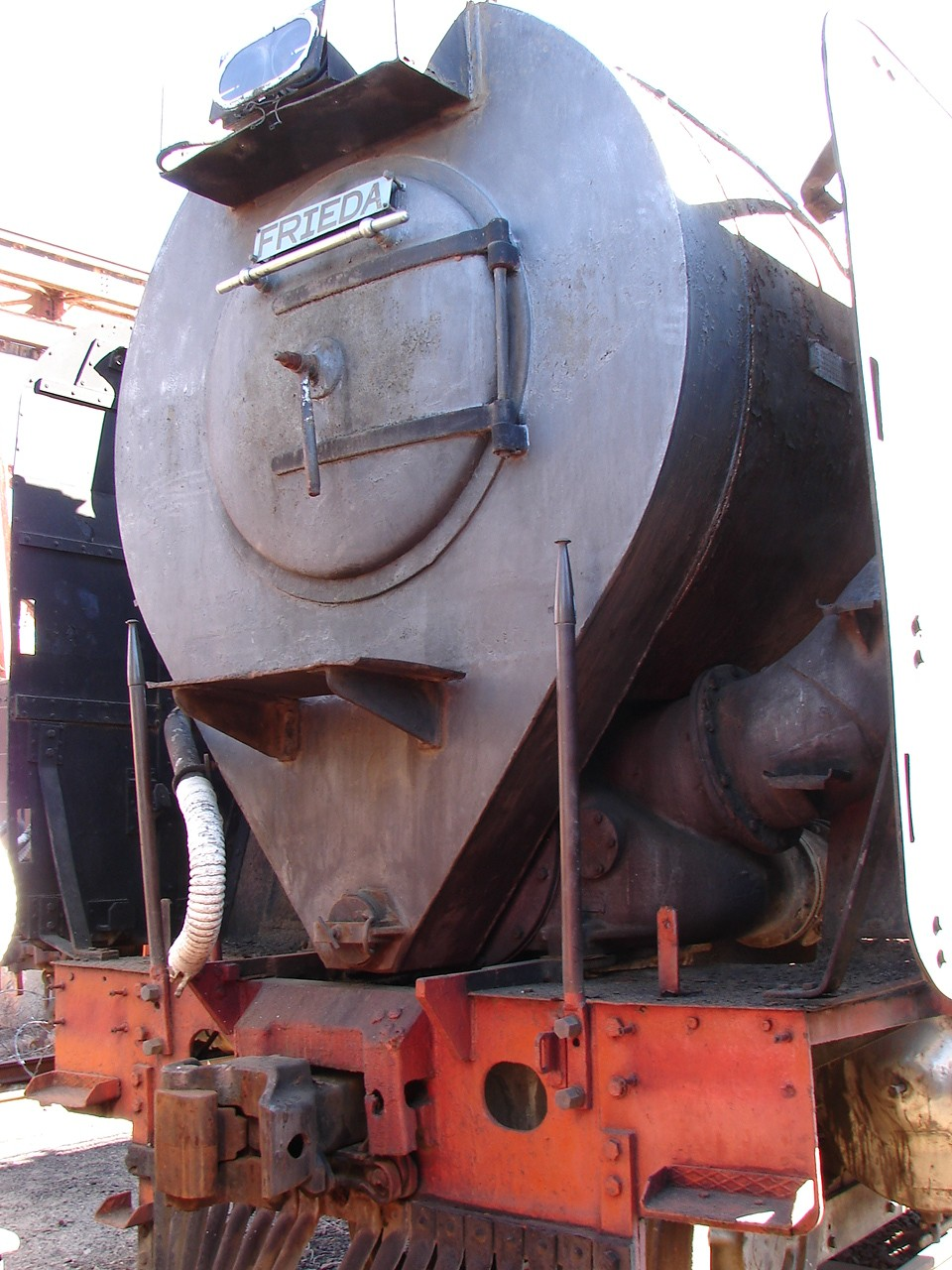
南アフリカ国鉄25型

航続距離の増加目的では、強制空冷ファンを併設した空冷復水器を用いたより洗練された装置を使用していた。この方式は、水の確保が難しい砂漠や非常に乾燥した地帯を走行する蒸気機関車の給水頻度を減らすことを目的としていた。

## 排気ドラフト
排気蒸気を復水することの欠点は、ブラストパイプからの蒸気排出をボイラー内の火勢を強めるために使用できなくなることである。このため蒸気で駆動されるファンを用い、煙管内の通風を強制的に促進させる必要がある。ファンの駆動には排気蒸気を使用するのが望ましいが、多くの場合には生蒸気を使用したため、燃料消費の増大と出力の減少をもたらした。

## 復水器の種類
蒸気機関車の復水器は水冷式か空冷式である。

### 水タンク復水器
水タンク式では、機関車の水タンク内の冷水の中に排気蒸気を噴出させる。絶気した際にシリンダーに水が逆流、ハンマーブロー現象でシリンダーを破壊するのを防ぐため、逆流防止弁が必ず装備された。この方式は、トンネル内を走る機関車に主に使用された。

### 空冷式復水器
空冷式復水器では、内燃機関で用いられるラジエーターに似た、空冷式放熱器の中に排気蒸気が送られる。この方式は小さな路面機関車（復水器を屋根の上に装備）だけでなく、大型のテンダー機関車（炭水車に復水器が装備される）でも用いられた。

### アンダーソン・システム
アンダーソン復水システムは空冷式復水器を使用するが、蒸気中に水滴のエアロゾルを形成する程度にわずかに復水される。このエアロゾルは、専用に設計されたボイラー給水ポンプを利用して圧力によって液化される。通常の大気に排気を放出する方式に比べて、燃料は30%近く節約できるとアンダーソン・システムでは公称していたが、これは逆説的であったようだ。エアロゾルを圧縮するために出力を必要としたため、より燃料消費が悪化することになった。

## 復水器を装備した蒸気機関車

### 水タンク復水器付き
- en:Caledonian Railway 0-4-4T
- Great Eastern Railway class G69 en:2-4-2T
- Great Eastern Railway class L77 en:0-6-2T
- Great Eastern Railway class M15 2-4-2T
- Great Northern Railway class J13 en:0-6-0T
- Great Northern Railway class L1 en:0-8-2T
- Great Northern Railway (later LNER) class N2 0-6-2T
- Great Western Railway Metropolitan Class en:2-4-0T
- Great Western Railway 633 class 0-6-0T
- Great Western Railway 9700 class 0-6-0PT (a variation on the 5700 Class)
- London, Chatham and Dover Railway R class en:0-4-4T
- en:LMS Fowler 2-6-2T
- en:Mersey Railway en:0-6-4T No.5 Cecil Raikes (preserved at the en:Museum of Liverpool[4])
- メトロポリタン鉄道Aクラス蒸気機関車 en:4-4-0T
- en:Metropolitan Railway B Class 4-4-0T
- en:Metropolitan Railway C Class en:0-4-4T
- en:Metropolitan Railway D Class 2-4-0T
- en:Metropolitan Railway E Class 0-4-4T
- Metropolitan District Railway 4-4-0T

### 空冷式復水器
- ドイツ国鉄52形蒸気機関車 - この形式のうち200両ほどが、第二次世界大戦の東部戦線における空襲時に標的となっていた、目視可能な排気を減らす目的で、復水式炭水車を装備して製造された[5][6]。
- 南満州鉄道ミカク型蒸気機関車
- ロシアSO class - 1936年から数両製作され、P11 復水式テンダー付きで、トルキスタンの砂漠を通過する為に使用された[7]。
- en:South African Class 20 2-10-2
- 南アフリカ国鉄25型蒸気機関車